# 冯商
冯商（?—?），西汉史学家、辞赋家。阳陵县（今陕西省咸阳市渭城区）人，一说长安（今陕西省西安市）人。字子高。
冯商研究《易经》，跟五鹿充宗学习“梁丘之学”，后跟随刘向问业。他能写文章，博通强记。汉成帝时因为能写文章，与孟柳一起为金马门待诏，受诏续写司马迁《史记》十余篇，补述列传，未完病故。完成的有七篇。他是汉朝易梁丘学传人，无《易》著传世。据《汉书·赵尹韩张两王传赞》：“然刘向独序赵广汉、尹翁归、韩延寿，冯商传王尊”。颜师古注引张晏称“刘向”云云指《新序》，“冯商”云云指《续史记》。